# 矢野眞和
矢野 眞和（やの まさかず、1944年 - ）は、日本の社会工学者、教育経済学者、教育社会学者。東京工業大学名誉教授。東京工業大学工学部教授、東京大学大学院教育学研究科教授、日本高等教育学会会長などを歴任した。

## 人物・経歴
東京都生まれ。三重県松阪市育ち。1968年東京工業大学工学部経営工学科を卒業し、自動車会社に入社。同年東京工業大学社会工学基礎講座助手。1974年国立教育研究所研究員。1981年広島大学大学教育研究センター助教授。1984年工学博士。1986年東京工業大学工学部助教授。1991年東京工業大学工学部教授。1998年から2003年まで東京大学大学総合教育研究センター教授併任。
2003年東京大学大学院教育学研究科教授、日本高等教育学会会長。のち、昭和女子大学人間社会学部現代教養学科教授、桜美林大学大学院アドミニストレーション研究科教授、日本私立大学協会客員研究員、東京工業高等専門学校特命教授、政策研究大学院大学客員教授、東京薬科大学特命教授。東京工業大学名誉教授。日本教育社会学会理事なども務めた。

## 著書
- 『生活時間の構造分析』大蔵省印刷局 1975年
- 『教育の経済学』第一法規 1982年
- 『現代女性の地位』（袖井孝子と共編）勁草書房 1987年
- 『生涯学習化社会の教育計画』（荒井克弘と共編著）教育開発研究所 1990年
- 『試験の時代の終焉 : 選抜社会から育成社会へ』有信堂高文社 1991年
- 『生活時間の社会学 : 社会の時間・個人の時間』（編著）東京大学出版会 1995年
- 『高等教育の経済分析と政策』玉川大学出版部 1996年
- 『学歴社会と教育市場』岩波書店 1998年
- 『大学院改革を探る』JUAA選書 1999年
- 『戦後日本の教育社会』東京大学出版会 2000年
- 『教育社会の設計』東京大学出版会 2001年
- 『大学改革の海図』玉川大学出版部 2005年
- 『「研究の地域貢献」からの再出発 : 市立高崎経済大学』群馬県立図書館 2006年
- 『「習慣病」になったニッポンの大学 : 18歳主義・卒業主義・親負担主義からの解放』日本図書センター 2011年
- 『大学の条件 : 大衆化と市場化の経済分析』東京大学出版会 2015年
- 『教育劣位社会 : 教育費をめぐる世論の社会学』（濱中淳子, 小川和孝と共著）岩波書店 2016年
- 『高専教育の発見 : 学歴社会から学習歴社会へ』（濱中義隆, 浅野敬一と共編）岩波書店 2018年